# Raritan Township (comté de Henderson, Illinois)
Raritan Township est un township du comté de Henderson dans l'Illinois, aux États-Unis,. 